# The Show Must Go On
The Show Must Go On (у преводу, Шоу се мора наставити) је сингл британске групе Queen. Налази се на албуму  из 1991. године. Иако важи мишљење да је ју написао Фреди Меркјури, као једну од својих опроштајних, у ствари је основу написао гитариста Брајан Меј, инспирисан Меркјуријевом истрајношћу у његовим последњим данима и његовом жељом да и даље наступа. Меркјури је боловао од сиде, иако се то тада није званично знало. Он је већ био толико болестан да је једва ходао и Меј је био забринут да ли ће он бити физички способан да песму отпева. Присећајући се Меркјуријеве изведбе, Меј је изјавио: „кренуо је и растурио, потпуно је покидао тај вокал“.
Песма говори о животу на сцени уопштено, о томе да се сви лични проблеми морају оставити када се излази на сцену.

## Процес писања и снимања
Након преслушавања секвенце коју су одсвирали Џон Дикон и Роџер Тејлор, Меј и Меркјури су се договорили око теме песме и написали неколико стихова. Меј је написао остатак стихова, као и мелодију и прелаз надахнут Пахелбеловим каноном.
Демо верзије је отпевао Меј, морајући да користи фалсет на појединим, превисоким, деоницама. Када је Меј представио коначни демо-снимак Меркјурију, сумњао је да ће Меркјури успети да отпева веома захтеван вокал, услед његове болести која је већ била узела маха. На Мејево изненађење, када је дошло време да се насниме вокали, Меркјури је, попивши мало вотке, рекао: „Има да је јебено отпевам, душо!“ и онда, без потешкоћа, отпевао целу песму из првог покушаја.
Меј је отпевао већину пратећих вокала и одсвирао синтисајзер и гитару. Продуцент Дејвид Ричардс је предложио промену тоналитета у трећој строфи.
| „ | Песма је кренула од Роџера и Џона, а ја сам наставио да је слажем. На почетку је то била само секвенца акорада, али сам некако осетио да би она могла бити важна и страствено сам се бацио на разраду. Сео сам с Фредијем, одлучили смо која ће бити тематика и написали смо прву строфу. Дуга је то прича, али увек сам мислио да је та песма битна јер смо у њој причали о стварима о којима је тада било тешко причати, али у свету музике се то могло. — Брајан Меј, 1994. | ” |

Текст песме је пун алузија, метафора и других стилских фигура и она је на тренутке тешко разумљива. Најављује се скора, слабо прикривена трагедија. На крају, текст говори о одлучности, о страсној жељи за животом ("I have to find the will to carry on with the show" – „Морам наћи воље да наставим шоу“), упркос општем слабљењу ("inside my heart is breaking" – „унутра, срце ми се слама“). Са становишта хармоније, песма почиње у бе-молу; затим, у трећој строфи следи модулација у цис-молу, као назнака наде, али се песма потом враћа у бе-мол.
Џим Хатон, Меркјуријев партнер у последњих шест година његовог живота, о стиху који спомиње шминку коју је Меркјури користио пред крај живота, каже:
| „ | По мом мишљењу, стих који је највише аутобиографски је: 'My make-up may be flaking but my smile still stays on' ('Шминка ми се може бити љушти, али осмех ми не силази'). Било је управо тако. Без обзира колико је Фредију било лоше, он никада није гунђао нити тражио било какво саосећање. Та битка је била само његова и ничија више, и он је увек показивао храбро лице, упркос све горој ситуацији. — Џим Хатон, 1994. | ” |

## Особље
- Фреди Меркјури – вокал
- Брајан Меј – гитара, клавијатуре, пратећи вокал
- Џон Дикон – бас гитара, пратећи вокал
- Роџер Тејлор – бубањ, пратећи вокал

## Спот
Услед Меркјуријевог све лошијег здравственог стања, за видео-спот није сниман нови материјал, већ је сачињен колаж од спотова Квина начињених између 1981. и 1991, као претходница издавању компилације Greatest Hits II која обухвата тај период. За спот су коришћени сви спотови снимљени у том периоду, осим спотова за песме "Under Pressure" и "Hammer To Fall".
Спот је саставио и монтирао аустријски режисерски дуо ДоРо, којег су чинили Руди Долецал и Ханес Росахер.

## Место на топ-листама
- #2 (Француска)

- #6 (Италија)

- #7 (Немачка; Холандија)

- #11 (Швајцарска)

- #16 (ВБ)

- #30 (Шведска)

- #60 (Аустралија)